# Agrilus fleutiauxi
Agrilus fleutiauxi es una especie de insecto del género Agrilus, familia Buprestidae, orden Coleoptera.
Fue descrita científicamente por Bourgoin, 1922.